# Mineral (banda)
Mineral é uma banda norte-americana de post-hardcore e emocore. Foi fundada em 1994 na cidade de Houston, no Texas, mas logo após sua formação mudou-se para Austin.
A banda texana foi fundamental no movimento post-hardcore dos anos 90. Mesmo depois de um hiato em 1998, os membros continuaram ativos na cena musical. Projetos paralelos, como o The Gloria Record, liderado pelo vocalista Chris Simpson e o baixista Jeremy Gomez, exploraram um som mais distinto, transitando para o gênero post-rock.
Apesar de terem lançado apenas dois álbuns de estúdio, Mineral deixou uma marca significativa, influenciando bandas tanto antigas quanto recentes. Sua ressurgência recente está ligada ao emo revival, um movimento crescente no rock alternativo que busca resgatar sonoridades semelhantes às raízes do gênero. Essa revitalização procura resgatar elementos perdidos do rock alternativo, como sua identidade simples e suburbana, seu impacto na cena independente e suas características marcantes.
Em uma breve reunião em 2014, o Mineral lançou as faixas "Aurora" e "Your Body is the World" junto com a biografia "One Day When We Are Young". O livro apresenta a história detalhada de um dos grupos mais influentes da cena dos anos 90, oferecendo fotos e diversos depoimentos. Além disso, aborda a motivação por trás da reunião da banda, oferecendo insights sobre o que os levou a se reunir novamente. Essa combinação de novas músicas e um livro biográfico permitiu aos fãs reviverem a história da banda e entenderem o contexto por trás desse retorno.
Em 2018, após anunciar o retorno aos palcos, o Mineral lançou suas primeiras músicas inéditas em 20 anos. Antes disso, o último álbum completo da banda tinha sido "EndSerenading", lançado em 1998, seguido por um hiato que durou mais de uma década. Esse retorno trouxe consigo um novo material, marcando um período prolongado de ausência e aumentando a expectativa entre os fãs que esperavam por novas criações da banda.

## Membros
- Chris Simpson – vocal e guitarra
- Scott McCarver – guitarra
- Jeremy Gomez – baixo
- Gabriel Wiley – bateria

## Discografia

### Singles e EPs
- Gloria (7'',1994)
- February / M.D. (7'', 1996)
- Mineral/Jimmy Eat World/Sense Field (1997) — Split EP com Jimmy Eat World e Sense Field
- &Serenading / Love My Way (1998)
- One Day When We Are Young (2019)

### Álbuns
- The Power of Failing (1997)
- EndSerenading (1998)

### Compilações
- TheCompleteCollection (Double LP, 2010)
- 1994–1998: The Complete Collection (2014)